# إدوارد بول
إدوارد بول يودز (بالإنجليزية: Edward Paul Youds)‏ (ولد في 3 مايو 1970) لاعب كرة قدم إنجليزي سابق، لعب مدافعًا من 1988 إلى 2005.
لعب بشكل ملحوظ في الدوري الإنجليزي الممتاز مع إبسويتش تاون وتشارلتون أثلتيك، بعد أن لعب أيضًا في دوري كرة القدم الإنجليزية لإيفرتون وكارديف سيتي ونادي ريكسهام وبرادفورد سيتي وهدرسفيلد تاون قبل أن ينهي مسيرته في خارج الدوري مع جرايز أثليتيك ‏.

## الولادة والسيرة
ولد يودز في ليفربول، وبدأ مسيرته مع نادي إيفرتون ولعب أيضًا مع كارديف سيتي، نادي ريكسهام، إيبسويتش تاون، برادفورد سيتي، تشارلتون أثلتيك، هدرسفيلد تاون وجرايز أثليتيك، قبل أن يعتزل في 2005 في سن ال35.
كان كابتن مباراة برادفورد سيتي النهائية في دوري الدرجة الثانية عام 1996 ‏ ضد نوتس كاونتي. أثناء وجوده في تشارلتون، لعب في الفوز الدراماتيكي للنادي على سندرلاند في نهائي دوري الدرجة الأولى 1998، وفاز 7-6 بركلات الترجيح بعد التعادل 4-4

## الحياة الشخصية
يعمل يودز الآن مدير تطوير عقاري في لندن.

## وصلات خارجية
- إدوارد بول على موقع قاعدة بيانات كرة القدم.إي يو (الإنجليزية)
- إدوارد بول على موقع Soccerbase.com (لاعب) (الإنجليزية)
- إدوارد بول على موقع عالم كرة القدم.نت (الإنجليزية)